# Botrychium nipponicum
Botrychium nipponicum là một loài dương xỉ trong họ Ophioglossaceae. Loài này được Makino mô tả khoa học đầu tiên năm 1916.